# Lancashire West (circonscription du Parlement européen)
Avant l’adoption uniforme de la représentation proportionnelle en 1999, le Royaume-Uni utilisait le système uninominal à un tour pour les élections européennes en Angleterre, en Écosse et au pays de Galles. Les conscriptions du Parlement européen utilisées dans ce système étaient plus petites que les circonscriptions régionales les plus récentes et ne comptaient chacune qu'un seul membre au Parlement européen.
La circonscription de Lancashire West était l'une d'entre elles.
Lors de sa création en Angleterre en 1979, il se composait des circonscriptions parlementaires du Parlement de Westminster de Crosby, Huyton, Ince, Ormskirk, St Helens, Southport et Widnes.

## Membre du Parlement européen
| Élection                    | Élection | Portrait | Membre      | Parti        |
| --------------------------- | -------- | -------- | ----------- | ------------ |
|                             | 1979     |          | Peter Price | Conservateur |
| 1984 circonscription abolie |          |          |             |              |

## Résultats des élections
Les candidats élus sont indiqués en gras.
| Parti         | Parti                                  | Candidat      | Voix    | %    | ± |
| ------------- | -------------------------------------- | ------------- | ------- | ---- | - |
|               | Conservateur                           | Peter Price   | 79,888  | 51,3 | ' |
|               | Travailliste                           | B.S. Jeuda    | 60,399  | 38,7 |   |
|               | Liberal                                | J.K. Gibb     | 12,116  | 7,8  |   |
|               | Indépendant                            | B. Farrel     | 3,486   | 2,2  |   |
| Majorité      | Majorité                               | Majorité      | 19,489  | 12,6 |   |
| Participation | Participation                          | Participation | 155,889 | 28,0 |   |
|               | Conservateur vainqueur (nouveau siège) |               |         |      |   |